# Цицейка, Георге

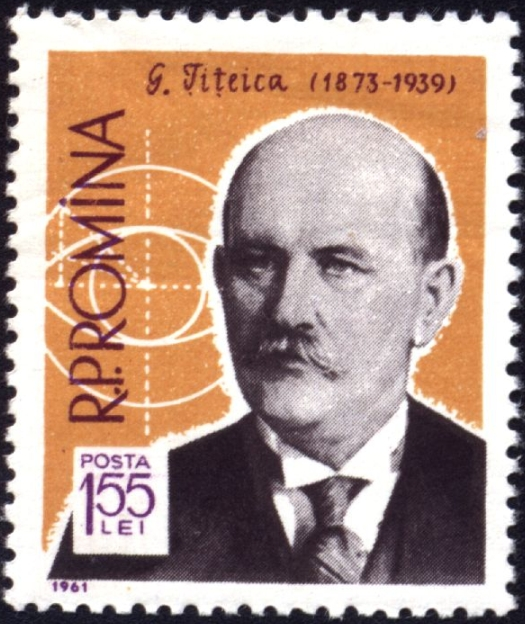
Марка Румынии посвящённая академику Георге Цицейка. 1961 г.

Георге Цицейка (рум. Gheorghe Țițeica; 4 октября 1873, Дробета-Турну-Северин, Валахия — 5 февраля 1939, Бухарест, Румыния) — румынский математик, член Румынской академии. Профессор, доктор наук.
Вместе с Трайаном Лалеску и Д. Помпеем является основоположником румынской математической школы.
Основатель румынской школы дифференциальной геометрии.

## Биография
Обучался на отделении математики факультета естественных наук Бухарестского университета. С июня 1895 года — бакалавр математики. Позже учительствовал.
В 1897 году Цицейка завершил учёбу в Париже . Ученик Ж. Г. Дарбу. В 1899 году защитил докторскую диссертацию.
После возвращения на родину, был назначен адъюнктом Бухарестского университета. С 1900 — полный профессор, преподаватель математики Бухарестского университета и Бухарестской политехнической школы. В 1913 году избран действительным членом Румынской Академии.
Позже — вице-президент научного отдела в 1922, в 1928 году — вице-президент, в 1929 году — генеральный секретарь Академии. Цицейка был также президентом Математической Ассоциации Румынии, Румынского научного общества и Ассоциации по развитию и распространению науки, вице-президентом политехнического общества Румынии.
Член многих академий наук. Почётный доктор Варшавского университета.
Его сын Щербан Цицейка (1908—1985), румынский физик-теоретик.

## Научная деятельность
Основное направление исследований — дифференциальная геометрия. Изучал решетки в пространстве с N-измерением, определенном уравнением Лапласа. Ввёл новый класс поверхностей и класс кривых, носящих его имя.
Один из создателей аффинной дифференциальной геометрии.
Научное наследие учёного насчитывает около 400 трудов, из которых 96 являются научными проектами, большинство в области решения проблем дифференциальной геометрии.
Занимался популяризацией естественнонаучных знаний. 
Один из основателей газеты «Gazeta matematica» и научного журнала «Nature», редактировал журнал «Mathematica».

## Избранные труды
- Geometria diferențială proiectivă a rețelelor, 1924
- Introducere în geometria diferențială proiectivă a curbelor, 1931